# Quiero ser fiel
Quiero ser fiel, conocida en México como ¿Por qué son infieles los hombres?, es una película dominicana de comedia y romance estrenada en 2014, dirigida por Joe Menéndez. La película cuenta cómo Alberto se casa con la mujer de sus sueños y llega al punto de perderla por descubrir la respuesta de por qué los hombres son infieles. El actor Valentino Lanús interpreta al escritor/vendedor de repuestos Alberto Rivera, Sandra Echeverría a su esposa Sara Rincón, Dulce María a la bella jinete Carla Martí, Saúl Lisazo al editor Gasmer y Jon Molerio a Alan, el mejor amigo de Alberto. El guion fue escrito por el mismo productor de la cinta, Leonardo De León, y fue dirigida por el cubano-americano Joe Menendez.
La película se filmó en República Dominicana.

## Sinopsis
Un escritor/vendedor de repuestos, Alberto Rivera (Valentino Lanús), casado fiel y felizmente con Sara Rincón (Sandra Echeverría), recibe el encargo de un importante editor de escribir un libro sobre la razón de la infidelidad masculina, para lo cual le da un año de plazo. En ese tiempo se verá en situaciones límite con mujeres hermosas.

## Reparto
- Valentino Lanús, como Alberto, un hombre que se casa con la mujer de sus sueños. Alberto desea ser escritor y le es encomendada la tarea de escribir sobre la razón de la infidelidad de los hombres.
- Sandra Echeverría, como Sara, es la esposa de Alberto.
- Dulce María, como Carla, es una atractiva amazona que se enamora de Alberto.
- Saúl Lisazo, como Sr. Gasmer, el editor que le encarga el libro a Alberto.
- Jon Molerio, como Alan, es un mujeriego y el mejor amigo de Alberto.
- Vladimir Acevedo, como Waldo, es otro amigo de Alberto.
- Zeny Leyva, como Rebeca, es la mejor amiga de Sara.

## Producción
Quiero ser fiel comenzó a rodarse en marzo de 2013, bajo el nombre de No dejen caer a Alberto en tentación.

## Exhibición en cines
| País                 | Fecha                   |
| -------------------- | ----------------------- |
| República Dominicana | 26 de junio de 2014     |
| Puerto Rico          | 30 de octubre de 2014   |
| Aruba                | 30 de octubre de 2014   |
| Curazao              | 30 de octubre de 2014   |
| México               | 13 de noviembre de 2014 |
| Colombia             | 22 de enero de 2015     |
| Chile                | 5 de febrero de 2015    |
| Perú                 | 5 de febrero de 2015    |
| Costa Rica           | 12 de febrero de 2015   |
| Guatemala            | 12 de febrero de 2015   |
| Nicaragua            | 12 de febrero de 2015   |
| Panamá               | 12 de febrero de 2015   |
| El Salvador          | 12 de febrero de 2015   |
| Ecuador              | 13 de febrero de 2015   |
| Estados Unidos       | 8 de mayo de 2015       |

Leonardo de León, productor y guionista del filme, señaló que firmó también un contrato de distribución con Cine Colombia, el distribuidor más grande de Colombia, para estrenar la película el 22 de enero a nivel nacional, y con Cine Color para América Central, Perú y Chile para estrenar el 12 de febrero como atractivo para las festividades de San Valentín con la misma cantidad de salas asignadas que cualquier película de Hollywood. Cine Color también distribuirá la película en DVD. "Estamos trabajando ahora para cerrar acuerdos de distribución en Ecuador, Bolivia, Paraguay, Uruguay y Argentina, para luego entrarle al gigante de Brasil”, agregó Leonardo de León, quien dijo que en todos estos territorios está dejando un trecho abierto para otros filmes dominicanos.

## Recepción
Quiero ser fiel estrenó en México con gran éxito, situándose como una de las diez películas más taquilleras a lo largo del territorio azteca, donde hay unas 6000 salas de cine y alrededor de 100 películas en cartelera. La dominicana se coronó en el codiciado estatus denominado en la industria mexicana como el TOP TEN, llevando más de cien mil espectadores en sus primeros cuatro días de exhibición. La película, producida por Leonardo de León y protagonizada por el mexicano Valentino Lanús, es la única de la lista de diez con diálogos en español, siendo las demás películas de Hollywood.